# Тухтачёв, Иван Юрьевич
Ива́н Ю́рьевич Тухтачёв (род. 13 июля 1989, Ангарск, Иркутская область) — российский легкоатлет, специалист по бегу на средние дистанции. Выступал за сборную России по лёгкой атлетике в 2008—2012 годах, чемпион Европы среди молодёжи, победитель и призёр первенств национального значения, участник летних Олимпийских игр в Лондоне. Представлял Иркутскую и Новосибирскую области. Мастер спорта России международного класса.

## Биография
Иван Тухтачёв родился 13 июля 1989 года в Ангарске Иркутской области. Окончил Ангарскую государственную техническую академию.
Занимался лёгкой атлетикой под руководством тренеров В. Шкурбицкого и И. Зебницкого, состоял в ЦСКА.
Впервые заявил о себе на международном уровне в сезоне 2008 года, когда вошёл в состав российской национальной сборной и выступил в беге на 1500 метров на юниорском мировом первенстве в Быдгоще.
В 2009 году в той же дисциплине стал третьим на зимнем чемпионате России в Москве (после дисквалификации Владимира Ежова поднялся в итоговом протоколе на вторую позицию), одержал победу на молодёжном европейском первенстве в Каунасе и на летнем чемпионате России в Чебоксарах.
В 2010 году на дистанции 1500 метров был лучшим на зимнем чемпионате России в Москве, выиграл серебряные медали в дисциплине 4 км на весеннем чемпионате России по кроссу в Жуковском и в эстафете 800 + 400 + 200 + 100 метров на чемпионате России по эстафетному бегу в Сочи, занял восьмое место в личном зачёте на командном чемпионате Европы в Бергене.
В 2011 году в беге на 800 метров победил на очередном зимнем чемпионате России в Москве, стартовал на чемпионате Европы в помещении в Париже. Позже в беге на 1500 метров финишировал седьмым на молодёжном европейском первенстве в Остраве, на дистанции 800 метров взял бронзу на Мемориале братьев Знаменских в Жуковском и стал девятым на командном чемпионате Европы в Стокгольме, выиграл эстафету 800 + 400 + 200 + 100 метров на чемпионате России по эстафетному бегу в Сочи.
В 2012 году на зимнем чемпионате России в Москве получил серебряные награды в дисциплинах 800 и 1500 метров, тогда как на летнем чемпионате России в Чебоксарах стал бронзовым призёром на 800-метровой дистанции. Благодаря череде удачных выступлений удостоился права защищать честь страны на летних Олимпийских играх в Лондоне — здесь в дисциплине 800 метров не смог преодолеть предварительный квалификационный этап.
После лондонской Олимпиады Тухтачёв остался действующим спортсменом и продолжил принимать участие в различных легкоатлетических турнирах. Так, в 2013 году в беге на 800 метров он выиграл бронзовую медаль на зимнем чемпионате России в Москве, а в 2014 году среди прочего взял бронзу на Мемориале братьев Знаменских в Жуковском.
Завершил спортивную карьеру по окончании сезона 2017 года.
За выдающиеся спортивные достижения удостоен почётного звания «Мастер спорта России международного класса».